# Canzoni per gli altri (singolo)
Canzoni per gli altri è un singolo della cantautrice italiana Federica Abbate, pubblicato l'8 settembre 2023 come terzo estratto dal primo album in studio omonimo.

## Descrizione
Il brano ha visto la partecipazione vocale di Elisa ed è stato scritto da Abbate stessa in collaborazione con Jacopo Èt e Mattia Cerri, con Francesco "Katoo" Catitti che ha ricoperto il ruolo di produttore. Abbate ha raccontato il significato del brano, incentrato sul lavoro di autrice di brani per altri artisti:

Abbate ha inoltre spiegato la scelta di collaborare con Elisa, affermando:

## Accoglienza
Fabio Fiume di All Music Italia ha assegnato al singolo un punteggio di 7 su 10, riportando che Abbate sia «un esempio convincente di scorrevolezza pur senza rinunciare ad una profondità». Fiume scrive che Elisa sia «un vero e proprio colore aggiunto» e che la sua presenza sia «un volano per quelle radio che finora non hanno preso in considerazione» Abbate, quest'ultima «credibile» nell'interpretazione.

## Tracce
Testi e musiche di Federica Abbate, Jacopo Èttorre e Mattia Cerri.
1. Canzoni per gli altri (feat. Elisa) – 3:49